# 喷泉 (科罗拉多州)
喷泉（英語：Fountain），是美国科罗拉多州埃尔帕索县下属的一座城市。建市于1903年4月23日，面积大约为24.02平方英里（62.212平方公里）。根据2010年美国人口普查，该市有人口25,846人。2011年估计该市有人口26,475人，相比2010年人口增长率为2.43%。同时，论人口该市是科罗拉多州第25大城市。